# أبرهة بن الرائش
أبرهة بن الرائش (ويعرف باسم أبرهة ذو المنار) هو أحد ملوك اليمن القدامى . ملك بعد أبيه الرائش بن شداد بن ملظاظ. قال ابن هشام هو ابن الصعب بن ذي مداثر أو مرثد ابن الملطاط. وقال ابن الكلبي أن اسم أبيه الحرث بن قيس بن صيفي بن سبأ بن يعرب بن قحطان ولقب بالرائش لغنيمة غنمها فادخلها اليمن.
قال ابن الوردي ان أبرهة بن الرائش من ملوك أحياء العرب البائدة ملك في طسم وو هي ساكنة مع جديس باليمامة. وقال القرماني أنه ملك 183 سنة ثم ملك بعده ابنه افريقش وقال ابن خلدون أنه ملك 180 سنة.
و كان لقب أبرهة ذو المنار، قال ابن الأثير انما لقب بذلك لأنه غزا بلاد المغرب وتوغل فيها برا وبحرا وخاف على جيشه الضلال عند قفوله فبنى المنار ليهتدوا.